# Jälkarbyn
Jälkarbyn is een plaats in de gemeente Hedemora in het landschap Dalarna en de provincie Dalarnas län in Zweden. De plaats heeft 59 inwoners (2005) en een oppervlakte van 8 hectare.